# 山田耕平
山田 耕平（やまだ こうへい、1979年9月5日 - ）は、実業家、歌手。元国際協力機構（JICA）の青年海外協力隊員である。

## 人物・来歴
愛知県名古屋市東区出身。愛知大学現代中国学部卒業、早稲田大学大学院公共経営学研究科卒業、オックスフォード大学エグゼクティブMBA修了。
青年海外協力隊員としてアフリカ・マラウィに赴任中、エイズ予防啓発ソング「ディマクコンダ」を制作し、マラウィのヒットチャート1位を記録する。エイズ予防の啓発運動を続け、2006年10月には『ニューズウィーク』の「世界が尊敬する日本人100人」に選ばれている。2013年に開催された第5回アフリカ開発会議（TICADV）で同曲を披露。売上の一部でマラウイにエイズ検査施設を寄付。
帰国後、商社に入社し、アジア、アフリカを中心に世界約50か国を飛び回る。ミャンマーでは軍事政権時代のなかで、日本へレアメタル資源の輸入を成功させ、ミャンマー鉱物資源分野におけるパイオニアとして、経済産業省大臣ミッションに最年少の32歳で参加した。2014年11月の『Wedge』で英知25人が示す「日本の針路」に選ばれる。その後、シンガポールの大富豪のファイミリーオフィスにて様々な事業に従事。2016年より家族でアフリカ・ルワンダへ移住
。首都キガリの高級住宅街で日本料理レストランやホテルなどを展開している。

## 著書
- 自分に何ができるのか?答えは現場にあるんだ―青年海外協力隊アフリカの大地を走る（2007年12月/東邦出版）ISBN 978-4809406614

## ディスコグラフィー

### シングル
- NDIMAKUKONDA（ディマクコンダ）（2006年8月30日/エピックレコードジャパン）

エイズ予防と啓発の内容。マラウイの母国語・チェワ語で歌われている。マラウイのヒットチャート1位を獲得し、レコード大賞ノミネート。「ディマクコンダ」とは「I love you」の意。作詞：山田耕平。作曲：ムラカ・マリロ。

## 出演

### テレビ
- ブロードキャスター（TBS系）